# ももクロ春の一大事2014 国立競技場大会 〜NEVER ENDING ADVENTURE 夢の向こうへ〜
『ももクロ春の一大事2014 国立競技場大会 〜NEVER ENDING ADVENTURE 夢の向こうへ〜』（ももクロはるのいちだいじ にせんじゅうよん こくりつきょうぎじょうたいかい 〜ネバー エンディング アドベンチャー ゆめのむこうへ〜）は、2014年3月15日と16日に開催されたももいろクローバーZのライブ。
Blu-ray & DVDとして発売されており、
「Day1」と「Day2」がそれぞれオリコンDVD総合チャートで週間1位と2位を獲得。音楽DVDとしては男女通じて全歌手初となる、通算2回目の達成となった。DEGジャパン・アワード/ブルーレイ大賞の「ライブエンターテイメント部門」と「ユーザー大賞」の2冠も獲得。

## 夢の国立競技場ライブ

### ももクロの夢
2008年の結成後、「紅白歌合戦への出場」を夢見てきた同グループは、2010年のメジャーデビュー発表会見で、紅白とともに日本武道館でのライブ開催を目標として宣言。DVDで観た嵐のコンサート内容にも感銘を受け、デパートの屋上でライブを行った際には国立競技場をイメージした舞台を設営するなど、より多くの人前で歌を届けることを夢見てきた。なおメンバーは、このデパート（フロム中武）のある立川と隣町の国立（くにたち）、さらには国立競技場をかけて国立川（こくりつかわ）という愛称を付け、何度かライブを行っている。
その後、2011年にさいたまスーパーアリーナでの公演を行い、客席数に関しては日本武道館の目標をクリア。2012年には男性・女性客限定の各ライブを実際に武道館で実現し、大みそかには悲願であった紅白歌合戦出場も果たした。明けて2013年元日には、「国立競技場でのライブ開催」を正式に次の目標として宣言。しかし同所は2014年に取り壊されることが決定しており、ライブの開催が危ぶまれていた。
そんな中、『White Hot Blizzard ももいろクリスマス2013 美しき極寒の世界』で国立競技場ライブの開催がサプライズ発表された。ももいろクローバーZのライブでは松崎しげるが重大発表を行うのが恒例となっていたが、今回はディナーショーと日程が重なり会場へ来ることができなかった。しかし、ライブ終盤に松崎からのビデオメッセージが突如流れ出し、国立競技場が改修される直前の時期である3月に、ライブが実現することが告知された。メンバーは驚きのあまりその場にへたり込み、寄り添い号泣しながら喜びを分かちあった（ライブ映像）。

### 夢が叶った日
史上5組目の単独公演となり、女性グループでは初の国立競技場ライブとなった。各日5万5000人、計11万人を動員したほか、全国の映画館やライブハウスでライブビューイングも行われ約4万人を集客した。ライブ中の花道の移動では、5人が巨大なリアカーに乗って移動する演出がなされた。これは上述の国立川で、（大規模ライブにおけるトロッコに見立てた）リアカーを用いてメンバーを運んでいた演出を懐古させるものであった。

### 夢の向こうへ
ライブ2日目には夢のきっかけとなった嵐から、櫻井翔が会場に駆けつけ鑑賞した。ライブ終盤でメンバーは、以前から掲げていた"5人で末永く続くグループでありたい"という思いを観客に向けじっくりと語った。リーダーの百田夏菜子は「国立競技場でライブをするのも、国立競技場でライブがしたいっていうだけじゃなくて、たくさんの人に私たちのライブを観て笑顔になってほしいっていう思いで、大きな会場でやりたいなあって思ってます」と述べ、「会場をゴールにしてたら、大きな会場でやったらそれで終わりみたいになっちゃうけど」「みんなに笑顔を届けることにゴールはないと思うんです」と宣言。続けて「私たちは、天下を取りに来ました。でもそれは、アイドル界の天下でもなく、芸能界の天下でもありません。みんなに笑顔を届けるという部分で、天下を取りたい」と決意を示した。

## ももクロ春の一大事2014 国立競技場大会 〜NEVER ENDING ADVENTURE 夢の向こうへ〜 Day1

### 有安杏果の誕生日
初日（3月15日）は有安杏果の19歳の誕生日と重なり、ライブ中に盛大な「生誕祭」が催された。今回のライブでは初の試みとして、5色にカラーを変えられるペンライトが販売され、生誕祭では客席全体が緑の光に包まれた。
有安はももクロ加入前、2009年の誕生日に残念な出来事を経験していた。当時、Power Ageという別グループに所属しており誕生日に招集がかかったものの、祝福どころかグループの解散を突き付けられてしまったのである。それから5年後、
今度は5万5千人の観客・メンバー・スタッフから「ハッピーバースデー」の歌がプレゼントされ、「私が生きてる中で、一番豪華な誕生日になったんじゃないかな」とコメント。涙を流しファンへ頭を下げた。

### セットリスト
百田夏菜子の発案で、メンバーとファン全員の力で聖火台に火を灯しライブがスタートした（このシーンのBGMはNARASAKIが作曲）。ジェットコースターでステージに降り立つ演出も含め、メンバーのアイディアが随所に反映されたライブとなった。
1曲目から13曲目までは歴代のシングル発売順となっている。
overture ～ももいろクローバーZ参上!!～
1. ももいろパンチ
リリース当時の衣装を身にまとった。
2. 未来へススメ!
3. 行くぜっ!怪盗少女
4. ピンキージョーンズ
歌詞の一節を「天下を取りに行くぜぃ」から「天下を取りに来たぜぃ」と変えて歌い、歓声が上がった。
5. ミライボウル
6. Z伝説 〜終わりなき革命〜
グループのライブで毎回、オープニング映像のナレーションを担当している立木文彦がステージに初登場。スクリーンにはかつての「ももいろクローバー」時代を回顧する映像が映し出され、立木は生でナレーションを加えた。改名後の再出発となった楽曲「Z伝説 ～終わりなき革命～」が始まると曲中のナレーションもそのまま担当した（原曲でも立木が担当している）。
7. D'の純情
8. 労働讃歌
9. 猛烈宇宙交響曲・第七楽章「無限の愛」
ライブ映像 - GYAO!
10. Z女戦争
11. サラバ、愛しき悲しみたちよ
12. GOUNN
国内では初となる映像技術が使われた。間奏でメンバーが衣装替えのためにステージから捌けた後、前方スクリーンには「事前に撮影されたメンバーのパフォーマンス映像」と「リアルタイムでの会場内の映像」が合成され流された。そのため、ライブが会場のどこかで続行しているかのような錯覚を起こし本人たちを見つけようとする観客の様子が、映像作品では確認できる。
13. 泣いてもいいんだよ
初披露。
14. DNA狂詩曲
15. BIONIC CHERRY
16. PUSH
17. Chai Maxx
18. words of the mind 〜brandnew journey〜
19. いつか君が
20. ツヨクツヨク
21. 鋼の意志
22. 仮想ディストピア（アンコール）
歌唱後には、今まで夢を見守り続けてきた松崎しげるが聖火台に登場した（知名度があまり高くなかったころから主要ライブにゲスト出演し、グループの「重大発表」をし続けてきた）。今回の告知内容は、2日目にメンバーが述べているように必ずしも「重大発表」という位置づけではなかったため、1日目での登場となった。
23. 堂々平和宣言（アンコール）
初披露。
24. 月と銀紙飛行船（アンコール）
25. コノウタ（アンコール）
26. 走れ!（アンコール）

特典映像（Blu-ray & DVD）
国立が五色に染まった日ドキュメント①
副音声オーディオコメンタリー（Blu-ray BOX と DVD BOXのみ）
スタッフによる解説（石川ゆみ、武部聡志、岡田実音、飛田卓司、米村弘光、関志保美、斉藤久美子、清野茂樹）

## ももクロ春の一大事2014 国立競技場大会 〜NEVER ENDING ADVENTURE 夢の向こうへ〜 Day2

### 聖火台での誓い
2日目のクライマックスではメンバー5人が聖火台に立ち、国立ライブを成し遂げた心境とその先の抱負を一人ひとりじっくりと語った。合わせて30分近くに及ぶこのシーンは報道陣に対する規制が敷かれ、メンバーは涙や笑顔を見せながら、ありのままの想いをファンに向けて伝えた（そのためライブ後にテレビ・新聞などでは取り上げられなかった部分である。Blu-ray & DVD作品には収録）。マネージャーの川上アキラは「台本もないし、こちらで構成を考えるつもりもない。時間はいくらでも割くから、自分たちの言葉でしゃべりなさい」とライブ前に指示したことを明かしている。なお、グループが知名度の低い時代から密着取材を行ってきたナタリー (ニュースサイト)に関しては、メンバーの語った内容を全文掲載している（閲覧する）。

### セットリスト
overture ～ももいろクローバーZ参上!!～
1. ももいろパンチ
2. 未来へススメ！
3. 行くぜっ！怪盗少女
4. ピンキージョーンズ
5. ミライボウル
6. Z伝説 ～終わりなき革命～
7. D'の純情
8. 労働讃歌
9. 猛烈宇宙交響曲・第七楽章「無限の愛」
10. Z女戦争
11. サラバ、愛しき悲しみたちよ
12. GOUNN
13. 泣いてもいいんだよ
14. Neo STARGATE
15. BIRTH Ø BIRTH
16. 黒い週末
17. Chai Maxx
18. Believe
19. いつか君が
20. 灰とダイヤモンド
大量に飛ばされた風船は土に還る素材でできており、中には花の種も入っていた。
21. 鋼の意志
同曲の作者である高見沢俊彦（THE ALFEE）をゲストギタリストに迎えた。ももクロの後輩にあたる3B juniorがバックダンサーとして参加した（この様な演出はグループにとって初）。
22. CONTRADICTION（アンコール）
23. 堂々平和宣言（アンコール）
24. オレンジノート（アンコール）
25. ももクロのニッポン万歳!（アンコール）
26. あの空へ向かって（アンコール）

特典映像（Blu-ray & DVD）
国立が五色に染まった日ドキュメント②
副音声オーディオコメンタリー（Blu-ray BOX と DVD BOXのみ）
メンバーによる解説（百田夏菜子、玉井詩織、佐々木彩夏、有安杏果、高城れに）

## Live Recording CD
DVD BOX と Blu-ray BOXのみ、1日目のライブ音源を収録したCDが付属している。
1. ももいろパンチ
2. 未来へススメ！
3. 行くぜっ！怪盗少女
4. ピンキージョーンズ
5. ミライボウル
6. Z伝説 ～終わりなき革命～
7. D'の純情
8. 労働讃歌
9. 猛烈宇宙交響曲・第七楽章「無限の愛」
10. Z女戦争
11. サラバ、愛しき悲しみたちよ
12. GOUNN
13. 泣いてもいいんだよ

## サポートメンバー
「ダウンタウンももクロバンド」と呼ばれるバンドによる生演奏が行われた。
- 武部聡志 - 音楽監督・キーボード
- 村石雅行 - ドラムス
- 朝倉真司 - パーカッション
- 浜崎賢太 - ベース
- 西川進 - ギター
- 佐藤大剛 - ギター
- 本間昭光 - キーボード
- 清水俊也 - キーボード
- 加藤いづみ - コーラス
- marron - コーラス
- 小林太 - トランペット
- 小沢篤士 - トランペット
- 竹内悠馬 - トランペット
- 村瀬和広 - アルト・サックス
- 山本公樹 - テナー・サックス
- 竹村直哉 - バリトン・サックス
- 鹿討奏 - トロンボーン
- 榎本裕介 - トロンボーン
- 藤堂昌彦ストリングス - ストリングス

また、合唱隊として東響コーラス、指揮者として大貫浩史も参加した。

## ライブビューイング
両日の公演は、『直送ももクロvol.15 平面革命「ももクロ春の一大事2014 国立競技場大会～NEVER ENDING ADVENTURE 夢の向こうへ～」』として、全国の映画館とライブハウスにてライブビューイングが行われた。
| 都道府県 | 市区町村   | 劇場名                                |
| -------- | ---------- | ------------------------------------- |
| 北海道   | 札幌市     | ディノスシネマズ札幌劇場              |
| 北海道   | 札幌市     | 札幌シネマフロンティア                |
| 青森県   | 弘前市     | イオンシネマ弘前                      |
| 岩手県   | 盛岡市     | フォーラム盛岡                        |
| 宮城県   | 仙台市     | MOVIX仙台                             |
| 宮城県   | 黒川郡     | 109シネマズ富谷                       |
| 秋田県   | 秋田市     | TOHOシネマズ 秋田                     |
| 山形県   | 山形市     | フォーラム山形                        |
| 福島県   | 福島市     | イオンシネマ福島                      |
| 東京都   | 港区       | TOHOシネマズ 六本木ヒルズ             |
| 東京都   | 港区       | お台場シネマメディアージュ            |
| 東京都   | 港区       | Stellar Ball                          |
| 東京都   | 新宿区     | 新宿ピカデリー                        |
| 東京都   | 渋谷区     | TOHOシネマズ 渋谷                     |
| 東京都   | 葛飾区     | MOVIX亀有                             |
| 東京都   | 台東区     | 東京キネマ倶楽部                      |
| 東京都   | 八王子市   | TOHOシネマズ 南大沢                   |
| 神奈川県 | 川崎市     | TOHOシネマズ 川崎                     |
| 神奈川県 | 川崎市     | チネチッタ                            |
| 神奈川県 | 海老名市   | TOHOシネマズ 海老名                   |
| 千葉県   | 千葉市     | シネプレックス幕張                    |
| 千葉県   | 市川市     | TOHOシネマズ 市川コルトンプラザ       |
| 埼玉県   | さいたま市 | MOVIXさいたま                         |
| 埼玉県   | 越谷市     | イオンシネマ越谷レイクタウン          |
| 埼玉県   | 鶴ヶ島市   | シネプレックスわかば                  |
| 茨城県   | 水戸市     | シネプレックス水戸                    |
| 栃木県   | 宇都宮市   | TOHOシネマズ 宇都宮                   |
| 群馬県   | 伊勢崎市   | プレビ劇場ISESAKI                     |
| 静岡県   | 浜松市     | TOHOシネマズ 浜松                     |
| 愛知県   | 名古屋市   | 109シネマズ名古屋                     |
| 愛知県   | 名古屋市   | ミッドランドスクエアシネマ            |
| 愛知県   | 安城市     | 安城コロナシネマワールド              |
| 石川県   | 金沢市     | 金沢コロナシネマワールド              |
| 富山県   | 富山市     | TOHOシネマズ ファボーレ富山           |
| 大阪府   | 大阪市     | TOHOシネマズ 梅田                     |
| 大阪府   | 大阪市     | 大阪ステーションシティシネマ          |
| 大阪府   | 大阪市     | TOHOシネマズ なんば                   |
| 大阪府   | 大阪市     | なんばパークスシネマ                  |
| 京都府   | 京都市     | TOHOシネマズ 二条                     |
| 京都府   | 京都市     | MOVIX京都                             |
| 兵庫県   | 神戸市     | 109シネマズHAT神戸                    |
| 兵庫県   | 西宮市     | TOHOシネマズ 西宮OS                   |
| 岡山県   | 岡山市     | TOHOシネマズ 岡南                     |
| 広島県   | 広島市     | 109シネマズ広島                       |
| 愛媛県   | 松山市     | シネマサンシャイン衣山                |
| 福岡県   | 福岡市     | TOHOシネマズ 天神                     |
| 福岡県   | 福岡市     | ユナイテッド・シネマ キャナルシティ13 |
| 長崎県   | 長崎市     | TOHOシネマズ 長崎                     |
| 熊本県   | 熊本市     | シネプレックス熊本                    |
| 沖縄県   | 那覇市     | シネマQ                               |